# Basílica de San Gotardo (Hildesheim)
La Basílica de San Gotardo (en alemán: Basilika St. Godehard) es una iglesia románica en Hildesheim, Alemania, antes la iglesia de una abadía benedictina.  Se mantuvo casi inalterada a través de los siglos y no sufrió daños considerables en la Segunda Guerra Mundial. En 1963, se le otorgó el título de basílica menor por parte del Papa Pablo VI. Se trata de una iglesia de la parroquia católica de Heilig Kreuz. La basílica sirvió como la "catedral" del obispo de Hildesheim 1945-1960, cuando la catedral de Hildesheim fue destruida y reconstruida, y desde 2010, cuando comenzó la restauración de la catedral. Una araña Hezilo fue instalada en San Gotardo durante el tiempo de restauración. Pertenece a la diócesis de Hildesheim.
Godehard de Hildesheim, un benedictino y un influyente obispo de Hildesheim 1022-1038, fue canonizado en 1133. El mismo año, el obispo Bernard de Hildesheim fundó el monasterio y la iglesia en su honor. La iglesia fue terminada en 1172 y consagrada por Bischof Adelog de Santa María y San Gotardo. 
Los antiguos edificios del convento se utilizan para la Fachhochschule für Verwaltung und Rechtspflege (Universidad de Ciencias Aplicadas de administración y Derecho). 

## Véase también

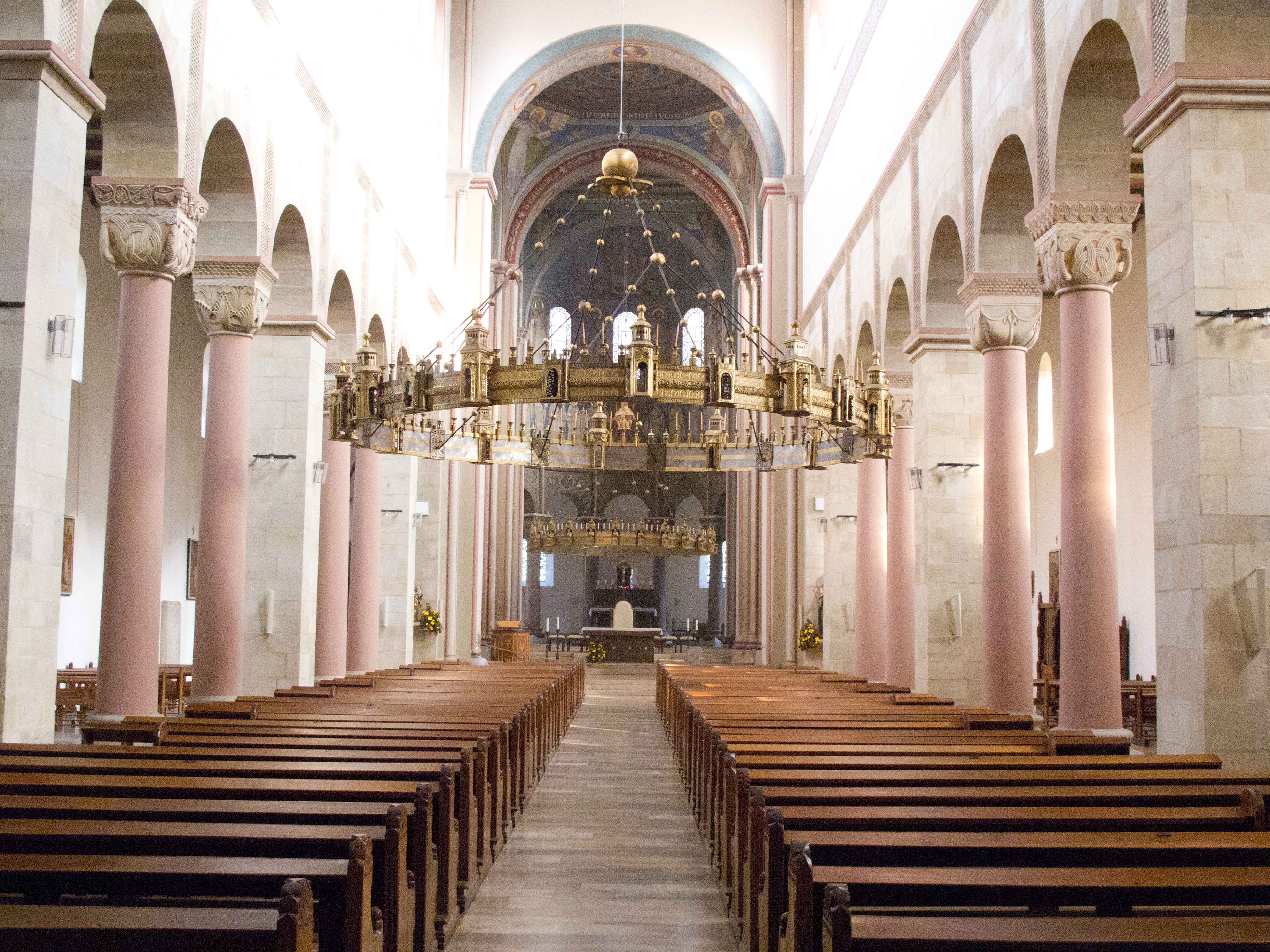
Vista interna